# Nonville (Sena i Marne)
Nonville és un municipi francès, situat al departament de Sena i Marne i a la regió de Illa de França. L'any 2007 tenia 617 habitants.
Forma part del cantó de Nemours, del districte de Fontainebleau i de la Comunitat de comunes Moret Seine et Loing.

## Demografia

### Població
El 2007 la població de fet de Nonville era de 617 persones. Hi havia 220 famílies, de les quals 40 eren unipersonals (12 homes vivint sols i 28 dones vivint soles), 72 parelles sense fills, 92 parelles amb fills i 16 famílies monoparentals amb fills.
La població ha evolucionat segons el següent gràfic:
Habitants censats

### Habitatges
El 2007 hi havia 257 habitatges, 221 eren l'habitatge principal de la família, 20 eren segones residències i 16 estaven desocupats. 250 eren cases i 6 eren apartaments. Dels 221 habitatges principals, 204 estaven ocupats pels seus propietaris, 10 estaven llogats i ocupats pels llogaters i 7 estaven cedits a títol gratuït; 2 tenien una cambra, 6 en tenien dues, 27 en tenien tres, 40 en tenien quatre i 146 en tenien cinc o més. 172 habitatges disposaven pel capbaix d'una plaça de pàrquing. A 75 habitatges hi havia un automòbil i a 132 n'hi havia dos o més.

### Piràmide de població
La piràmide de població per edats i sexe el 2009 era:
| Homes | Edats   | Dones |
| ----- | ------- | ----- |
| 0     | 95 o +  | 0     |
| 0     | 90 a 94 | 4     |
| 4     | 85 a 89 | 4     |
| 0     | 80 a 84 | 4     |
| 4     | 75 a 79 | 8     |
| 0     | 70 a 74 | 4     |
| 8     | 65 a 69 | 8     |
| 24    | 60 a 64 | 28    |
| 12    | 55 a 59 | 16    |
| 40    | 50 a 54 | 16    |
| 24    | 45 a 49 | 24    |
| 12    | 40 a 44 | 24    |
| 20    | 35 a 39 | 20    |
| 32    | 30 a 34 | 28    |
| 16    | 25 a 29 | 8     |
| 16    | 20 a 24 | 16    |
| 24    | 15 a 19 | 20    |
| 28    | 10 a 14 | 20    |
| 20    | 5 a 9   | 16    |
| 8     | 0 a 4   | 12    |

## Economia
El 2007 la població en edat de treballar era de 411 persones, 306 eren actives i 105 eren inactives. De les 306 persones actives 285 estaven ocupades (157 homes i 128 dones) i 21 estaven aturades (9 homes i 12 dones). De les 105 persones inactives 33 estaven jubilades, 43 estaven estudiant i 29 estaven classificades com a «altres inactius».

### Ingressos
El 2009 a Nonville hi havia 226 unitats fiscals que integraven 605,5 persones, la mediana anual d'ingressos fiscals per persona era de 24.086 €.

### Activitats econòmiques
Dels 23 establiments que hi havia el 2007, 1 era d'una empresa extractiva, 2 d'empreses de fabricació d'altres productes industrials, 5 d'empreses de construcció, 5 d'empreses de comerç i reparació d'automòbils, 1 d'una empresa d'hostatgeria i restauració, 3 d'empreses immobiliàries, 2 d'empreses de serveis, 1 d'una entitat de l'administració pública i 3 d'empreses classificades com a «altres activitats de serveis».
Dels 8 establiments de servei als particulars que hi havia el 2009, 1 era un guixaire pintor, 1 lampisteria, 3 electricistes, 1 empresa de construcció, 1 restaurant i 1 agència immobiliària.
L'únic establiment comercial que hi havia el 2009 era una floristeria.
L'any 2000 a Nonville hi havia 9 explotacions agrícoles que ocupaven un total de 528 hectàrees.

## Equipaments sanitaris i escolars
El 2009 hi havia una escola elemental.

## Poblacions més properes
El següent diagrama mostra les poblacions més properes.